# 2014年フランス国際野球大会
2014年フランス国際野球大会“吉田チャレンジ”（英語：France International Baseball Tournament "Yoshida Challenge" ）は、フランス野球ソフトボール連盟（FFBS）主催により、フランス・パリ郊外にあるスタッド・デ・テンプライアーズで2014年9月5日から9月9日に開催されたフランス国際野球大会の第1回大会である。

## 概要
2014年9月5日から9月9日にかけてフランス、ベルギー、オランダ、日本の4チーム参加により開催された。また9月4日にはエキシビションゲームとしてフランス対日本が行われた。日本代表は第85回都市対抗野球大会で優勝した西濃運輸が派遣された。現地で大会を見守った吉田氏は「大会が成功してよかった。今後も続けてフランス、広く欧州に野球を普及させ、2020年東京五輪での野球復活につなげたい」と語った。開催国にあたるフランスは準優勝に終わったものの、決勝ではヨーロッパの野球強豪国として知られるオランダ相手に先制し、予選リーグでは日本代表に勝利して全勝無敗で通過するという快進撃を見せた。

## 大会名について
第1回大会の冠名になっている「吉田」とは、元プロ野球選手の吉田義男の名前から採られている。吉田は1989年から1995年までフランス代表の監督を務め、1994年には予選を突破して初めてフランス代表をIBAFワールドカップに導いた。その功績から尊敬の意を込めて「ムッシュ」と呼ばれており、2011年にはフランス野球ソフトボール連盟の名誉会員にも選ばれている。

## 出場国
| 所属連盟                         | 出場国   | 出場回数 |
| -------------------------------- | -------- | -------- |
| フランス野球ソフトボール連盟     | フランス | 1度目    |
| オランダ王立野球ソフトボール連盟 | オランダ | 1度目    |
| 日本野球連盟                     | 日本     | 1度目    |
| ベルギー野球ソフトボール連盟     | ベルギー | 1度目    |

## 試合結果
| 回 | 開催期間            | 決勝戦             | 決勝戦 | 決勝戦             | 3位            | 4位                |
| 回 | 開催期間            | 優勝               | スコア | 準優勝             | 3位            | 4位                |
| -- | ------------------- | ------------------ | ------ | ------------------ | -------------- | ------------------ |
| 1  | 2014年9月5日-9月9日 | （2勝1敗）オランダ | 3 - 2  | フランス（3勝0敗） | 日本（1勝2敗） | ベルギー（0勝3敗） |

※（）内の勝敗はリーグ戦の成績